# Países Bajos en los Juegos Olímpicos de Montreal 1976
Los Países Bajos estuvieron representados en los Juegos Olímpicos de Montreal 1976 por un total de 108 deportistas que compitieron en 11 deportes.  
El portador de la bandera en la ceremonia de apertura fue el jugador de hockey sobre hierba André Bolhuis.

## Medallistas
El equipo olímpico neerlandés obtuvo las siguientes medallas:
| Nombre          | Deporte           | Competición        |
| --------------- | ----------------- | ------------------ |
| Oro             |                   |                    |
| —               |                   |                    |
| Plata           |                   |                    |
| Herman Ponsteen | Ciclismo en pista | Persecución ind. M |
| Eric Swinkels   | Tiro              | Skeet M            |
| Bronce          |                   |                    |
| Enith Brigitha  | Natación          | 100 m libre F      |
| Enith Brigitha  | Natación          | 200 m libre F      |
| Equipo          | Waterpolo         | Torneo M           |